# Orquestra Strauss Capelle
A Orquestra Strauss Capelle é uma capela da cidade de Viena na Austria fundada em 1853, e uma das mais antigas da Europa.
Desativada por cerca de 100 anos, foi retomada em 1977 e conta com mais de 2700 concertos em turnês pelo mundo. Tem cinco maestros fixos e 40 músicos.